# Gare de Toulon-Sainte-Musse
La gare de Toulon Sainte-Musse est une gare ferroviaire française de la ligne de Marseille-Saint-Charles à Vintimille (frontière), située sur le territoire de la commune de Toulon, dans le département du Var en région Provence-Alpes-Côte d'Azur.
Elle est mise en service le 11 décembre 2022.
Cette halte ferroviaire de la Société nationale des chemins de fer français (SNCF) est desservie par des trains régionaux TER Provence-Alpes-Côte d'Azur.

## Situation ferroviaire
Établie à 24 mètres d'altitude, la gare de Toulon-Sainte-Musse est située au point kilométrique (PK) 70,400 de la ligne de Marseille-Saint-Charles à Vintimille (frontière), entre les gares ouvertes de Toulon et de La Garde.

## Histoire
Après plusieurs années d’études et de réflexions, la gare est mise en place dans le projet du RER Toulonnais afin de desservir le très mal desservi (à l’époque) Hôpital Sainte-Musse. Depuis juin 2025, la halte ferroviaire est en correspondance avec les lignes du Réseau Mistral 1, 9, 31 et l’appel bus AB101 à l’arrêt "Hôpital Ste-Musse" (depuis l’ouverture de la halte ferroviaire pour la 9 et la 31 et depuis septembre 2024 pour la 1), les lignes du Réseau Mistral 31, 101, et l’appel bus AB101 à l’arrêt "Halte Ste-Musse"(depuis septembre 2025), les lignes du Réseau Mistral U, 102, 103 et 191, et les lignes Zou! 828, 848, 849, 873, 878, 878A, et 879 à l’arrêt "Ste-Musse A57" (depuis mai 2025).
La halte est mise en service le 11 décembre 2022, à l'issue de travaux de création commencés en janvier 2022. Elle permet, notamment, de desservir l'hôpital de Sainte-Musse,.

## Service des voyageurs

### Accueil
Halte SNCF, c'est un point d'arrêt non géré (PANG) à entrée libre.

### Desserte
Toulon Sainte-Musse est desservie par des trains TER Provence-Alpes-Côte d'Azur qui assurent des missions entre les gares de Marseille, ou Toulon, et Les Arcs - Draguignan ou Hyères.

### Intermodalité

Galerie de photographies
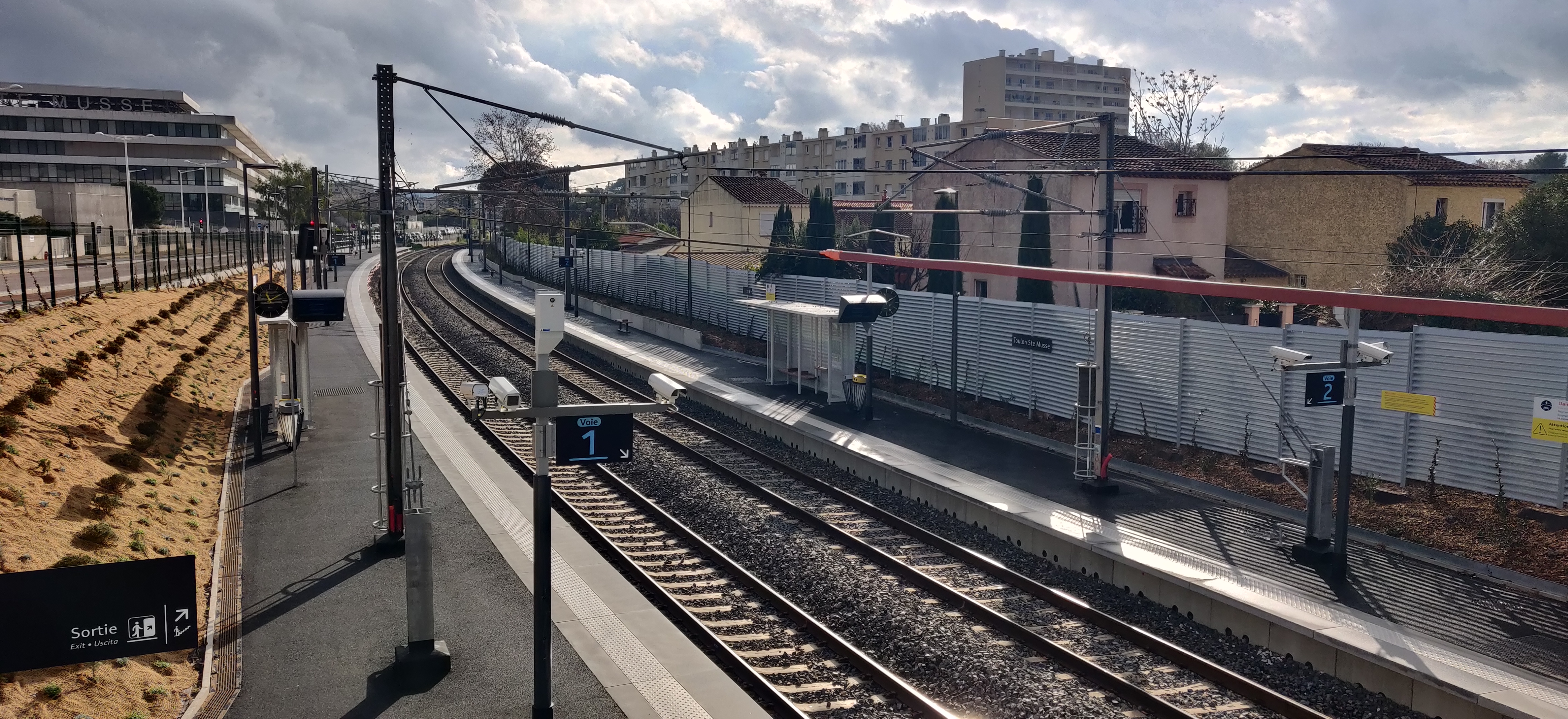
Vue des quais de la halte.
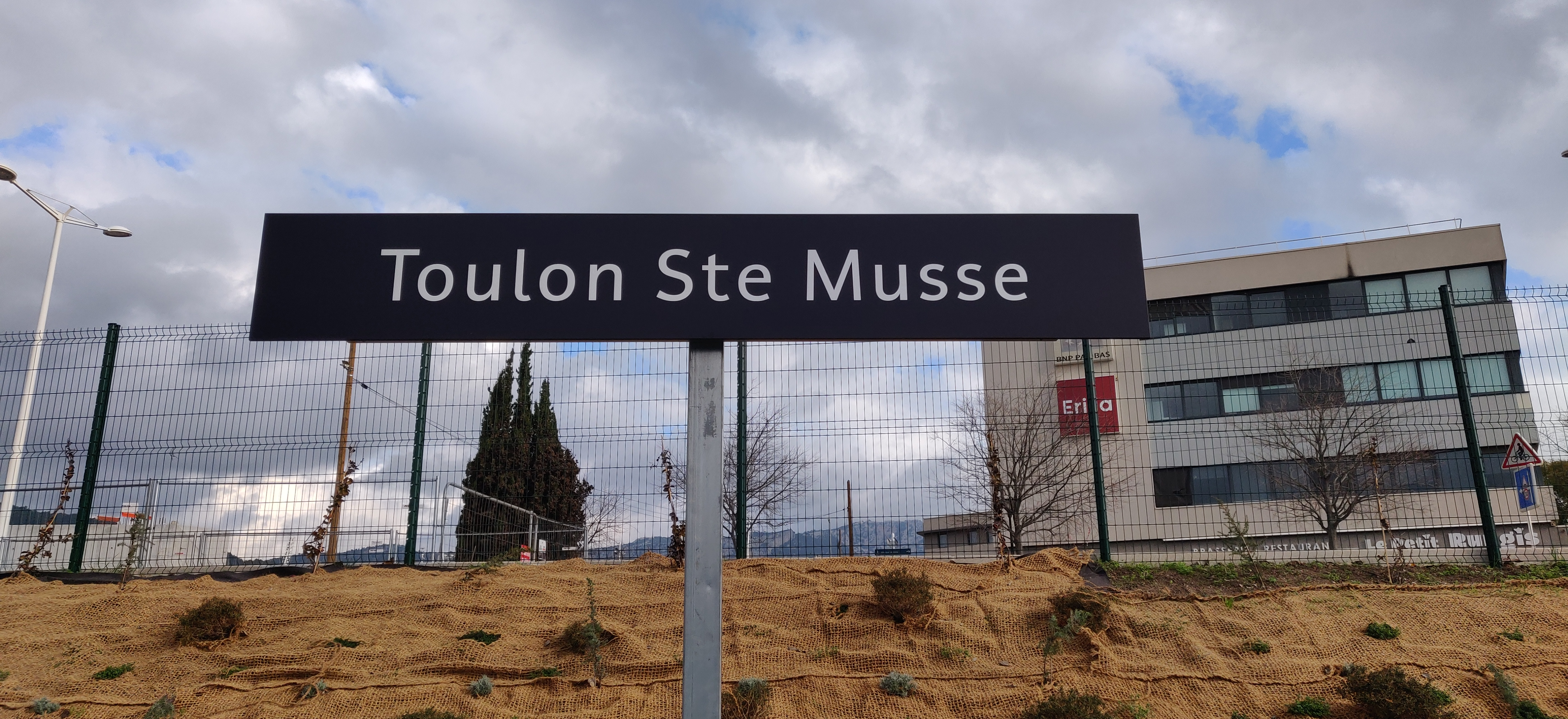
Panneau Toulon Ste Musse présent sur la voie 1 (direction Hyères/Nice).